# Васеніна
Васе́ніна (рос. Васенина) — присілок у складі Талицького міського округу Свердловської області.
Населення — 20 осіб (2010, 25 у 2002).
Національний склад станом на 2002 рік: росіяни — 88 %.